# Museo Meermanno
El Museo Meermano (antes conocido como Museo Meermanno Westreenianum) es un museo situado en La Haya, Países Bajos, que presenta una colección de libros antiguos en una residencia del siglo XVIII.

## Historia
El barón Willem van Westreenen de Tiellandt (1783-1848), perteneciente a una rica familia de regidores ennoblecidos de La Haya, acumuló una colección de libros antiguos a lo largo de su vida. Esta pasión desde la juventud se debió a su primo hermano, Johan Meerman (1751-1815), viajero y bibliófilo. Este último debió una parte de su colección a su padre, que había comprado casi 1000 libros procedentes de la biblioteca del Colegio de Clermont de París, después de la expulsión de los jésuitas de Francia en 1764. Willem van Westreenen comenzó estudiando Derecho y en 1807 fue nombrado archivero-adjunto del Reino. A partir de entonces vivió esencialmente de los ingresos de la fortuna familiar. Emprendió numerosos viajes por Europa de donde trajo numerosas obras de artes, antigüedades y  libros. Entre 1821 y 1824, intentó de recomprar toda la colección de su primo mediante ventas públicas y compras privadas de mutuo acuerdo, sobre todo en Inglaterra. Al mismo tiempo, compró algunos cuadros de su familia así como una parte de su colección de antigüedades.
Al morir sin herederos, legó toda su colección y su casa al Estado neerlandés con la condición de que utilizara como un museo con el nombre de «Meermanno-Westreenianum». La casa, construida en las afueras de La Haya al principio del XVIII, había sido la propiedad familiar desde 1794 y fue allí donde el coleccionista vivió solo con sus criados hasta su muerte. El museo se inauguró en 1852 después de algunas obras de renovación. La biblioteca fue inventariada entonces con 15 000 volúmenes.

## Colecciones

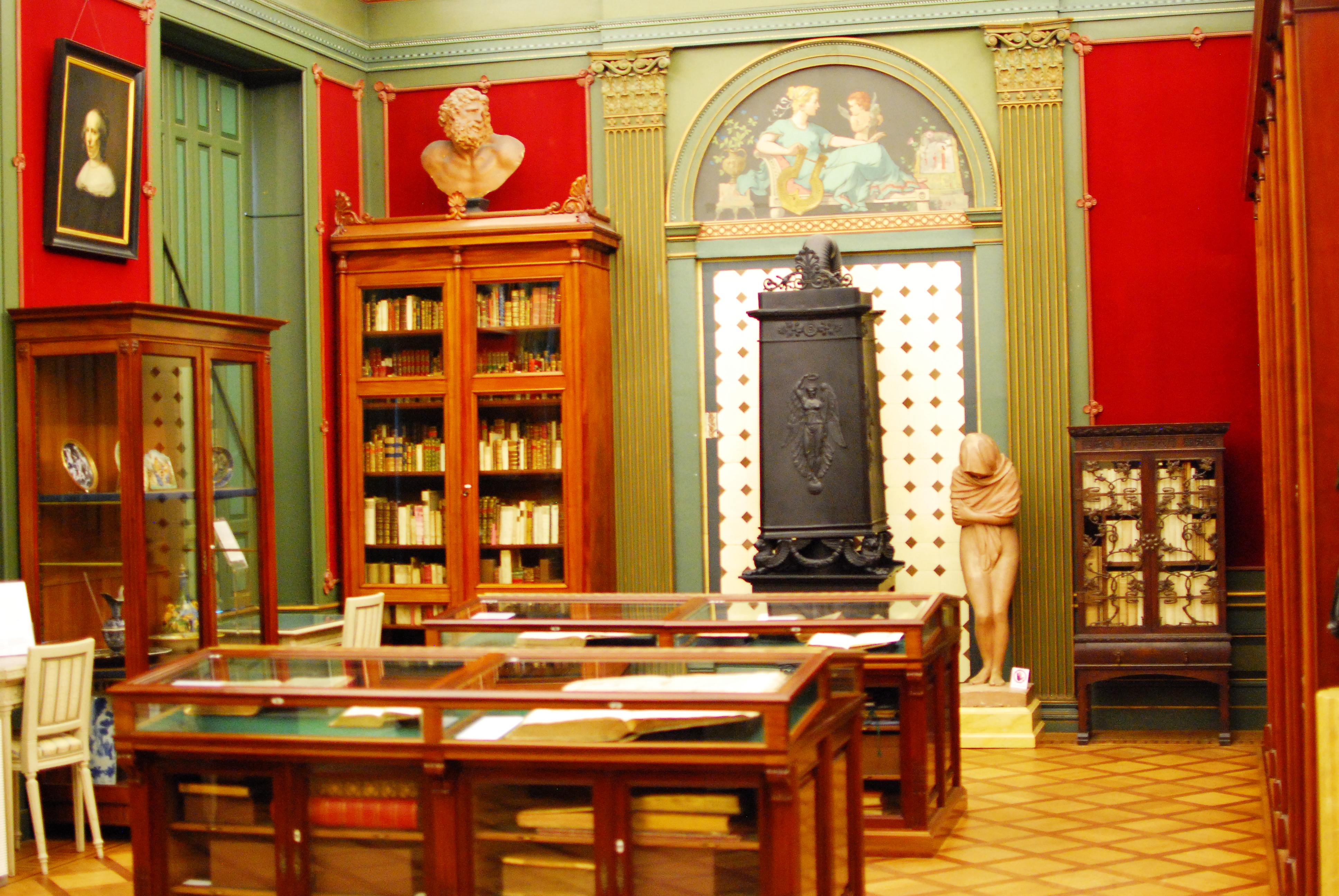
Sala de los libros del museo Meermanno

El museo posee actualmente una colección de 70 000 libros antiguos, que se exponen de forma rotativa en la Sala de los libros. Se preservan 200 manuscritos iluminados de la Edad Media. La obra más famosa es la Biblia historiale de Jean de Vaudetar, un manuscrito del siglo XIV que perteneció a Carlos V de Francia. Además es posible encontrar  1 300 incunables, libros raros y una colección de 30 000 ex libris. Esta colección se ha ido ampliando paulatinamente con libros contemporáneos.
El museo también posee una colección de cartas de personajes célebres (10 000 documentos), grabados, monedas y medallas (10 000 objetos) que incluyen piezas griegas y romanas. La colección de obras de arte cuenta con aproximadamente 1300 piezas, incluyendo antigüedades de Egipto, Grecia e Italia. El museo presenta además una pequeña colección de pinturas primitivas italianas, el mobiliario de la familia Tiellandt y objetos de arte del Renacimiento hasta el siglo XVIII.

Las colecciones originales se han completado con objetos que dan testimonio de la historia de la imprenta.

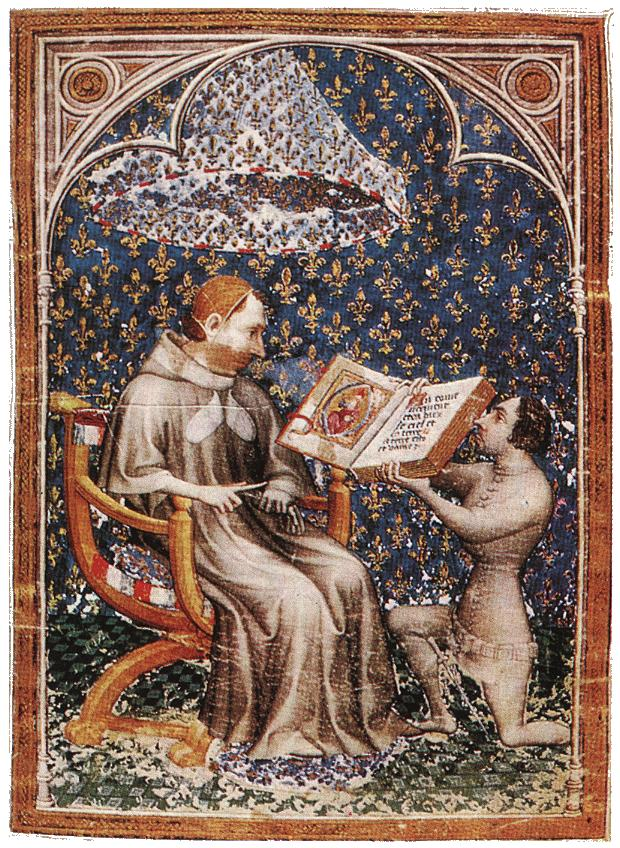
Frontispicio de la Biblia historiale de Tejanos de Vaudetar, c. 1372
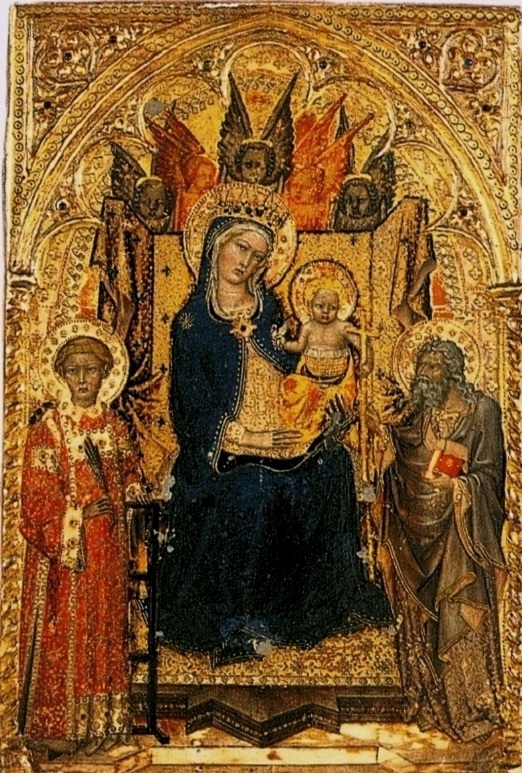
Virgo a la Niña con san Lorenzo y san André, Francesco di Vannuccio, hacia 1387
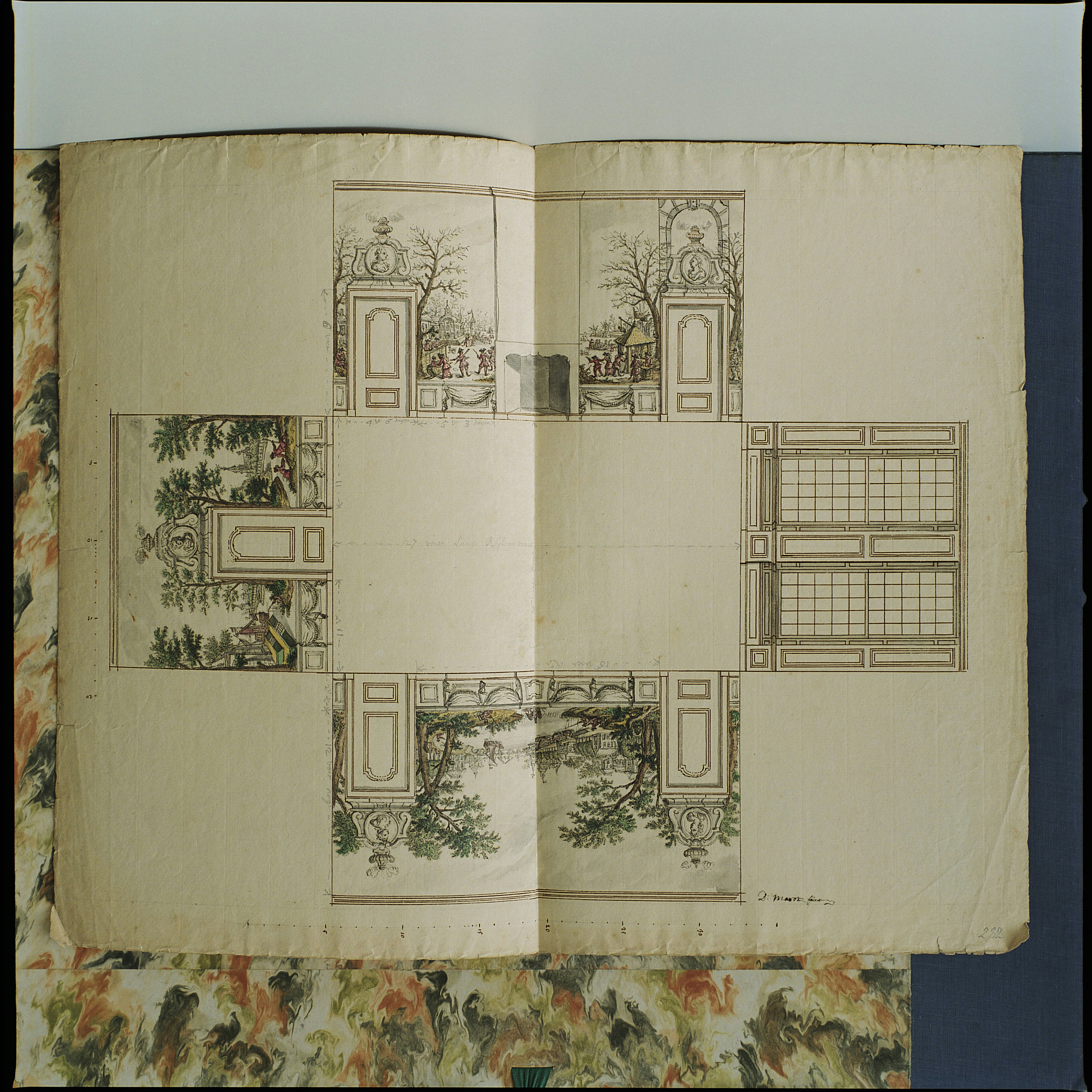
Carné de croquis de Daniel Marot, hacia 1760

## Política cultural
Se organizan cuatro exposiciones al año sobre temas relacionados al libro, su restauración y los libros contemporáneos.  
Un scriptorium ha sido reconstituido en el museo, y sirve de lugar de animación y de iniciación a la caligrafía y la imprenta. Sus actividades en el scriptorium o en la imprenta incluyen talleres de caligrafía con pluma, fabricación de papel, impresión, marmoleado o encuadernación.